# Eurovisiesongfestival 1966
Het Eurovisiesongfestival 1966 was het elfde Eurovisiesongfestival en vond plaats op 5 maart 1966 in Luxemburg, Luxemburg. Het programma werd gepresenteerd door Josiane Shen. Van de 18 deelnemende landen won Oostenrijk met het nummer "Merci, chérie", uitgevoerd door Udo Jürgens. Dit lied kreeg 31 punten, 19% van het totale aantal punten.
Met 16 punten werd Zweden tweede, gevolgd door Noorwegen op de derde plaats met 15 punten.
De regel dat de deelnemers alleen mochten zingen in een van de talen van het land dat ze vertegenwoordigden, gold dit jaar voor het eerst. Dit is ingevoerd als reactie op de Zweedse inzending van 1965, "Annorstädes vals" dat als "Absent Friend" in het Engels werd gezongen.

## Interludium
Het interludium tijdens het tellen van de stemmen werd gevuld door jazz van Les Haricots Rouges.

## Puntentelling

### Stemstructuur

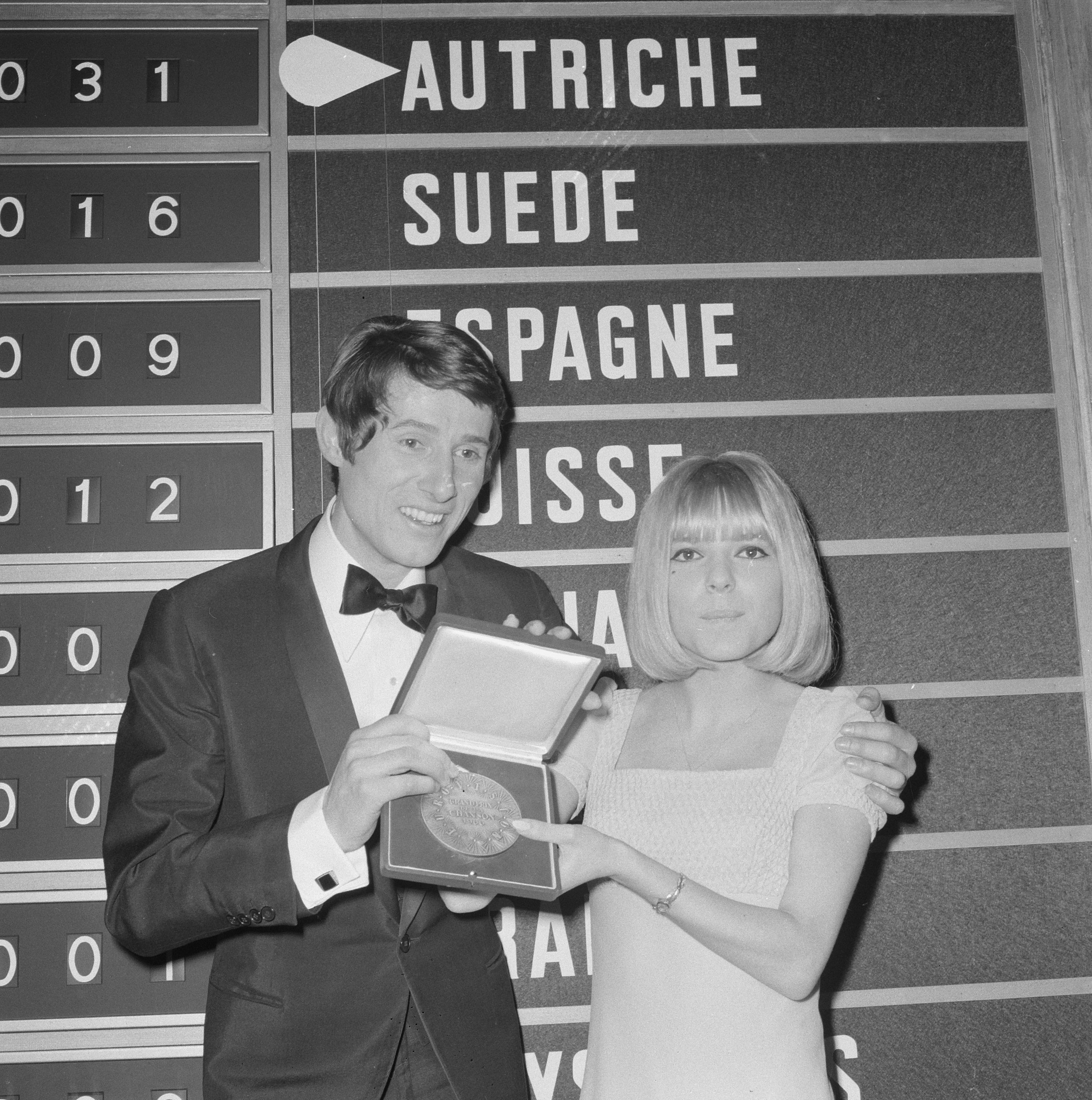
Winnaar Udo Jürgens met de winnaar van 1965, France Gall, voor het scorebord.

Net als vorig jaar werden in de nationale jury punten toegekend aan elk liedje. Het liedje met het meest aantal stemmen binnen een jury, kreeg vijf punten. De tweede keus kreeg drie punten en de derde plaats kreeg één punt van dat land. Als er maar twee liedjes stemmen kregen binnen een jury, kreeg het meest populaire lied 6 punten en het andere lied 3 punten. Als een lied alle stemmen binnen een bepaalde jury kreeg, zou het worden beloond met 9 punten.

### Score bijhouden
De score werd bijgehouden op een scorebord dat in de zaal hing. Het bord was vrijwel een kopie van het scoreoverzicht uit 1962.
De deelnemende landen stonden in het Frans op het bord.
Het totaal stond vóór de landnaam en voor het totaal stond de titel van het liedje.
De gegeven punten werden gelijk bij het totaal van het land opgeteld.
Een pijl voor de landnaam gaf aan welk land het hoogste aantal punten had. De pijl werd handmatig verplaatst.

### Stemmen
De jury's werden in volgorde van optreden opgebeld.
Het geven van de punten ging in oplopende volgorde.
De vertegenwoordiger van het land noemde het land en het aantal punten in het Engels of Frans.
De presentatrice herhaalde dit.
Bij landen die de punten in het Engels doorgaven herhaalde de presentatrice de punten in het Frans. Andersom gebeurde dat niet.
In zowel het Frans als Engels gebruikte zij daarvoor het woord points.

### Beslissing
Pas na de een-na-laatste stemming was Oostenrijk niet meer in te halen. Het verschil (15 punten) tussen Oostenrijk (31) en Zweden (16) punten kon niet meer door de laatste jury van het Verenigd Koninkrijk ingehaald worden.

### Resultaat
| Plaats | Land                | Artiest(en)                      | Lied                                   | Punten |
| ------ | ------------------- | -------------------------------- | -------------------------------------- | ------ |
| 1      | Oostenrijk          | Udo Jürgens                      | Merci, chérie                          | 31     |
| 2      | Zweden              | Lill Lindfors & Svante Thuresson | Nygammal vals eller hip man svinaherde | 16     |
| 3      | Noorwegen           | Åse Kleveland                    | Intet er nytt under solen              | 15     |
| 4      | België              | Tonia                            | Un peu de poivre, un peu de sel        | 14     |
| 4      | Ierland             | Dickie Rock                      | Come back to stay                      | 14     |
| 6      | Zwitserland         | Madeleine Pascal                 | Ne vois-tu pas ?                       | 12     |
| 7      | Joegoslavië         | Berta Ambrož                     | Brez besed                             | 9      |
| 7      | Spanje              | Raphael                          | Yo soy aquél                           | 9      |
| 9      | Verenigd Koninkrijk | Kenneth McKellar                 | A man without love                     | 8      |
| 10     | Duitsland           | Margot Eskens                    | Die Zeiger der Uhr                     | 7      |
| 10     | Luxemburg           | Michèle Torr                     | Ce soir je t'attendais                 | 7      |
| 10     | Finland             | Ann-Christine Nyström            | Playboy                                | 7      |
| 13     | Portugal            | Madalena Iglésias                | Ele e ela                              | 6      |
| 14     | Denemarken          | Ulla Pia                         | Stop mens legen er god                 | 4      |
| 15     | Nederland           | Milly Scott                      | Fernando en Filippo                    | 2      |
| 16     | Frankrijk           | Dominique Walter                 | Chez nous                              | 1      |
| 17     | Monaco              | Tereza                           | Bien plus fort                         | 0      |
| 17     | Italië              | Domenico Modugno                 | Dio, come ti amo                       | 0      |

## Deelnemers

### Terugkerende artiesten
| Land       | Artiest          | Plaats | Eerdere deelname | Plaats toen |
| ---------- | ---------------- | ------ | ---------------- | ----------- |
| Italië     | Domenico Modugno | 17     | Italië 1958      | 3           |
| Italië     | Domenico Modugno | 17     | Italië 1959      | 6           |
| Oostenrijk | Udo Jürgens      | 1      | Oostenrijk 1964  | 6           |
| Oostenrijk | Udo Jürgens      | 1      | Oostenrijk 1965  | 4           |

### Nationale keuzes
In Denemarken probeerden Gustav Winckler en Dario Campeotto het nog eens, voor Winckler was dit al de zesde mislukte poging na zijn deelname in 1957. Voor Campeotto was het de vierde mislukking na zijn deelname in 1961. Vice Vukov die in 1963 en 1965 Joegoslavië vertegenwoordigde slaagde er nu niet in zich te plaatsen voor het songfestival.
In Noorwegen waren de verliezers Anita Thallaug (1963), Kirsti Sparboe (1965) en Wencke Myhre die later nog zou deelnemen en een superster werd in Duitsland. Ook in Finland enkele oudgedienden met Laila Kinnunen (1961), Lasse Mårtenson (1964) en Viktor Klimenko (1965). In Portugal wilde Antonio Calvário zijn deelname van 1964 te herhalen maar werd slechts vijfde in de preselectie. Butch Moore (1965) eindigde vierde in de Ierse preselectie.

### Italiaanse inzending
De Italiaanse inzending Modugno maakte als enige gebruik van een eigen combo, maar kreeg daar aanvankelijk geen toestemming voor. Een dag voor de uitzending kreeg hij alsnog de gewenste toestemming, waarna de comboleden naar Luxemburg afreisden. Tijdens de generale repetitie stond het combo echter niet opgesteld waarna de artiest in woede uitbarstte. Uiteindelijk deed het combo mee tijdens de uitzending, maar het moest buiten beeld staan. Modugno eindigde op de laatste plek met nul punten.

Deelnemende landen

## Kritiek
Er was veel kritiek op de puntentelling en de jurering, waarbij werd gewezen op de blokvorming tussen landen die elkaar van punten voorzagen. Zo ontving de Zweedse inzending veel punten van de Scandinavische buurlanden, hetgeen hen op kritiek van andere deelnemers kwam te staan. De Zweedse artiesten gaven overigens zelf ook aan dat de puntentelling van weinig waarde was vanwege het toekennen van punten over en weer tussen de landen. De Nederlandse Milly Scott meldde dat ze zelfs blij was dat België haar geen punten had gegeven, omdat ze nu geen verwijten daarover kon krijgen.